# Brandmeldinstallatie

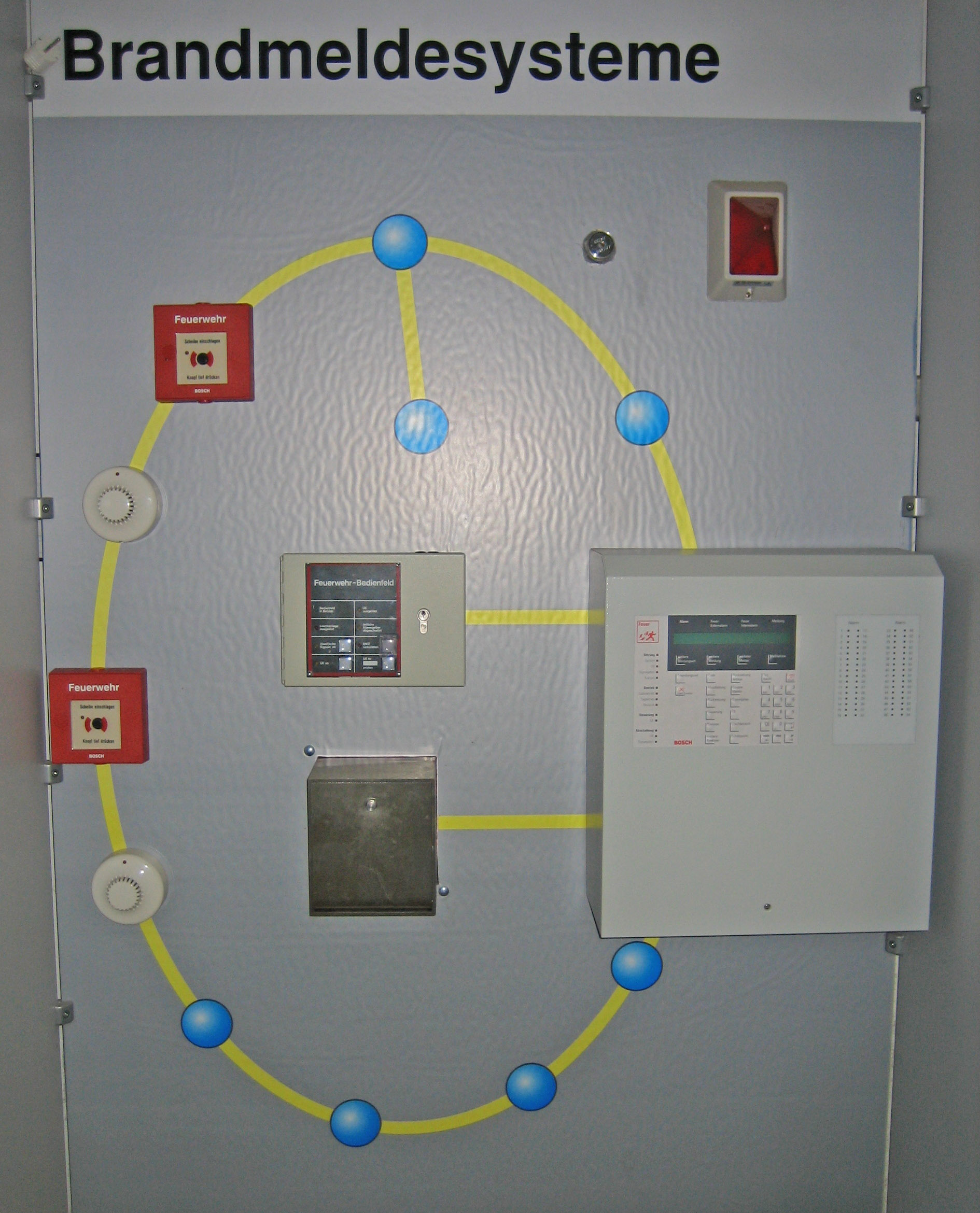
Schematische weergave van een brandmeldinstallatie.

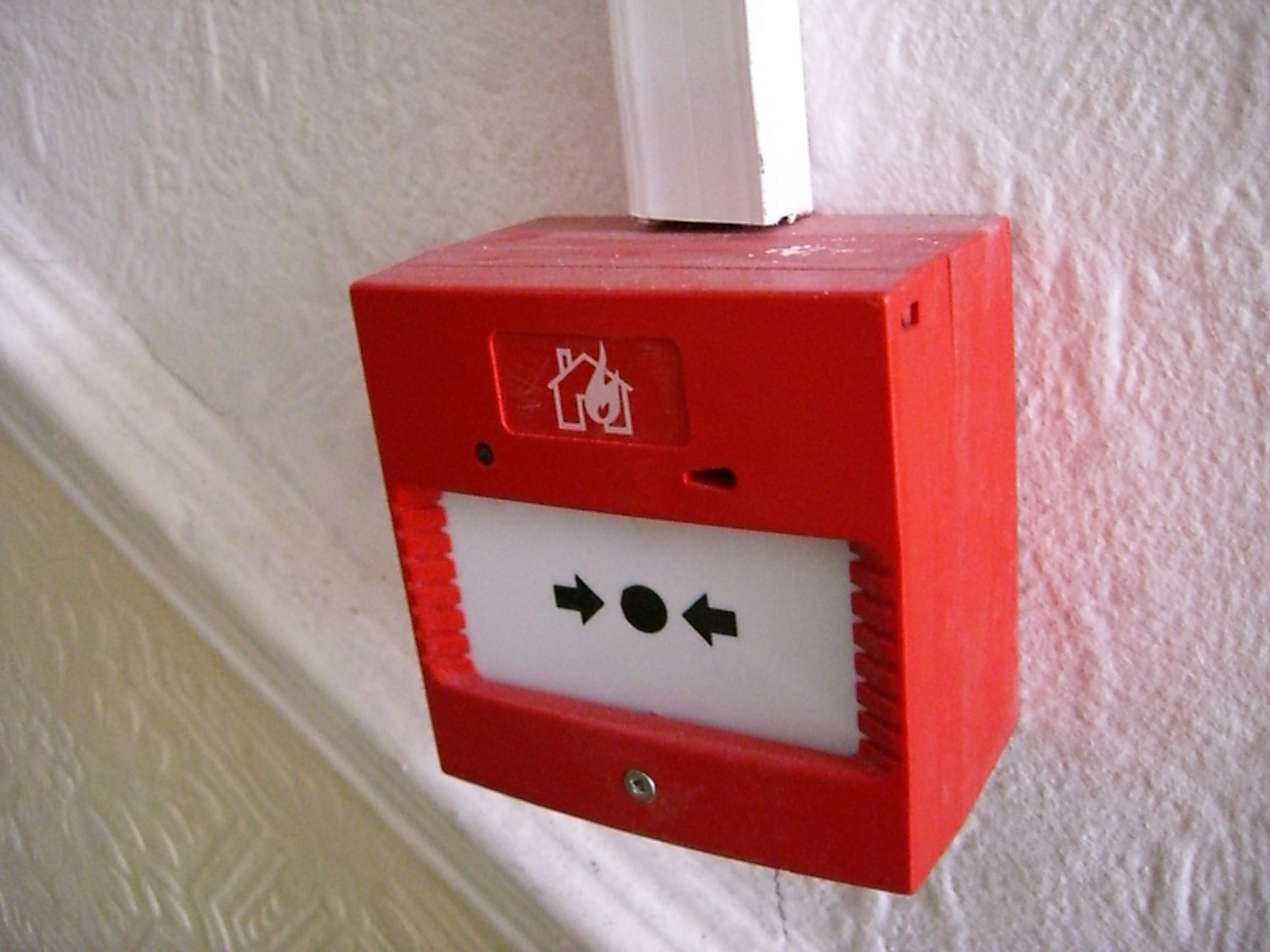
Een hand-brandmelder

Een brandmeldinstallatie is een alarmsysteem, waarmee een brand zo vroeg mogelijk wordt ontdekt. Het bestaat uit een samenstel van onderdelen, waaronder rookmelders en handmelders. Zo kunnen snel de nodige maatregelen worden genomen. Er wordt bijvoorbeeld een ontruimingsalarm geactiveerd om mensen te evacueren, staldeuren worden automatisch opengezet of er wordt een blussysteem geactiveerd.
Een automatische brandmeldinstallatie laat de aanwezigen in een gebouw via optische en akoestische signalen weten dat het gebouw moet worden geëvacueerd in het geval van brand of een ander noodgeval. Ook kan de installatie een alarmering verzorgen bij een externe ontvanger, zoals de brandweer, en kan ze systemen in werking stellen die de verspreiding van vuur en rook beperken of helpen voorkomen.
Een ontruimingsplattegrond is een visuele weergave van een gebouw die specifiek is ontworpen om mensen tijdens een noodsituatie te helpen het pand op een veilige en efficiënte manier te verlaten. Dit document bevat essentiële informatie zoals de locaties van nooduitgangen, brandblussers, brandmeldinstallaties en verzamelplaatsen. Vroeger waren ontruimingsplattegronden met name bedoeld voor hulpdiensten, zoals de brandweer, om hen te ondersteunen bij het coördineren van evacuaties. Tegenwoordig ligt de focus echter meer op bedrijfshulpverleners (BHV’ers) en de interne noodprocedures van bedrijven.
Met de opkomst van BHV’ers, die getraind worden om noodsituaties binnen hun eigen werkomgeving aan te pakken, hebben bedrijven steeds vaker de verantwoordelijkheid voor evacuaties en veiligheidsprocedures overgenomen. BHV’ers worden getraind in specifieke aspecten zoals het gebruik van de beschikbare veiligheidsvoorzieningen en het assisteren van personen bij een ontruiming.
De moderne veiligheidsvoorzieningen in bedrijven richten zich voornamelijk op:
- Nooduitgangen: Deze moeten duidelijk aangegeven en vrij toegankelijk zijn.
- Brandmeldinstallatie (BMI): Een systeem dat brand of rook detecteert en een alarmsignaal afgeeft om een tijdige evacuatie mogelijk te maken.
- Richtlijnen en oefening: Regelmatige ontruimingsoefeningen en instructies helpen personeel en bezoekers om vertrouwd te raken met de plattegrond en de noodprocedures.

## Samenwerking met de lokale brandweer
Een belangrijk aspect van het opstellen en gebruiken van een ontruimingsplattegrond is de samenwerking met de lokale brandweer. Het is van cruciaal belang dat de brandweer bij voorbaat al beschikt over een actuele en gedetailleerde versie van de ontruimingsplattegrond. Hierdoor kan de brandweer zich voorbereiden op potentiële noodsituaties in het gebouw en gerichte ondersteuning bieden tijdens een incident. Dit versterkt de coördinatie tussen interne BHV’ers en externe hulpdiensten, wat de effectiviteit van evacuaties kan verbeteren.

De ontruimingsplattegrond speelt nog steeds een centrale rol in bedrijfsveiligheid. Het document wordt vaak op strategische plekken in het gebouw opgehangen en dient als leidraad tijdens drills en daadwerkelijke noodsituaties.